# Pro Patria et Libertate Sezione Calcio 1977-1978
Questa voce raccoglie le informazioni riguardanti la Pro Patria et Libertate Sezione Calcio nelle competizioni ufficiali della stagione 1977-1978.

## Stagione
Il presidente Mancini con il diesse Ballarin scelgono Paolo Barison quale allenatore per questa stagione. La Pro Patria si piazza in 18ª posizione ottenendo 29 punti e non riesce a qualificarsi al nascente campionato di Serie C1, passano solo le prime dodici, finendo relegata per la prossima stagione in Serie C2, nel nuovo quarto livello del calcio nazionale. Vince il campionato l'Udinese con 58 punti e ritorna in Serie B.
Nella Coppa Italia la squadra bustocca vince il quinto girone di qualificazione giocato prima del campionato, superando Lecco e Legnano, poi nel doppio turno dei sedicesimi di finale, viene eliminata dal Novara.

## Rosa
| N. |                   | Ruolo | Calciatore            |
| -- | ----------------- | ----- | --------------------- |
|    | Italia (bandiera) | A     | Giancarlo Aliverti    |
|    | Italia (bandiera) | A     | Marco Anzani          |
|    | Italia (bandiera) | C     | Giovanni Ardemagni    |
|    | Italia (bandiera) | C     | Ugo Baiguera          |
|    | Italia (bandiera) | D     | Francesco Bartezzaghi |
|    | Italia (bandiera) | D     | Ermanno Berra         |
|    | Italia (bandiera) | C     | Marino Bracchi        |
|    | Italia (bandiera) | P     | Franco Casiraghi      |
|    | Italia (bandiera) | D     | Piero Castiglioni     |
|    | Italia (bandiera) |       | Diani                 |
|    | Italia (bandiera) | P     | Achille Fellini       |
|    | Italia (bandiera) | A     | Carlo Foglia          |
|    | Italia (bandiera) | C     | Emanuele Fortunato    |
|    | Italia (bandiera) | A     | Paolo Frara           |

| N. |                   | Ruolo | Calciatore            |
| -- | ----------------- | ----- | --------------------- |
|    | Italia (bandiera) | D     | Ettore Frigerio       |
|    | Italia (bandiera) | A     | Vittorio Lovato       |
|    | Italia (bandiera) | C     | Nicola Lupone         |
|    | Italia (bandiera) | C     | Maurizio Mazzarella   |
|    | Italia (bandiera) | C     | Silvano Moroni        |
|    | Italia (bandiera) | C     | Urano Navarrini       |
|    | Italia (bandiera) | A     | Francesco Pietropaolo |
|    | Italia (bandiera) | C     | Massimo Rovellini     |
|    | Italia (bandiera) | D     | Vladimiro Russo       |
|    | Italia (bandiera) | D     | Pier Luigi Sartirana  |
|    | Italia (bandiera) | C     | Adriano Strada        |
|    | Italia (bandiera) | P     | Stefano Tacconi       |
|    | Italia (bandiera) | A     | Giorgio Tomba         |
|    | Italia (bandiera) | D     | Gioacchino Vallacchi  |

## Risultati

### Serie C girone A

#### Girone di andata
| Arbitro: | Baldi (Roma) |

|                       |           |                        |
| Dioni 6’ Schilirò 57’ | Marcatori | 60’ Frigerio 82’ Berra |

| Busto Arsizio 18 settembre 1977 2ª giornata | Pro Patria      | 0 – 0 | Seregno | Stadio Comunale\| Arbitro: \| Vago (Chiavari) \| |
| Arbitro:                                    | Vago (Chiavari) |       |         |                                                  |

| Arbitro: | Castaldi (Vasto) |

|                       |           |  |
| Piccinetti 76’ (rig.) | Marcatori |  |

| Arbitro: | Paradisi (Pesaro) |

|            |           |  |
| Foglia 49’ | Marcatori |  |

| Arbitro: | Ballerini (La Spezia) |

|                                  |           |                 |
| Rossi 59’ (rig.) Bastianello 60’ | Marcatori | 27’, 35’ Foglia |

| Busto Arsizio 16 ottobre 1977 6ª giornata | Pro Patria     | 0 – 0 | Mantova | Stadio Comunale\| Arbitro: \| Vallesi (Pisa) \| |
| Arbitro:                                  | Vallesi (Pisa) |       |         |                                                 |

| Arbitro: | D'Astore (Lecce) |

|                |           |  |
| Rombolotto 32’ | Marcatori |  |

| Busto Arsizio 30 ottobre 1977 8ª giornata | Pro Patria                | 0 – 0 | Triestina | Stadio Comunale\| Arbitro: \| Madonna (Torre del Greco) \| |
| Arbitro:                                  | Madonna (Torre del Greco) |       |           |                                                            |

| Arbitro: | Armienti (Bologna) |

|           |           |  |
| Corti 22’ | Marcatori |  |

| Busto Arsizio 13 novembre 1977 10ª giornata | Pro Patria               | 0 – 0 | Piacenza | Stadio Comunale\| Arbitro: \| Morganti (Ascoli Piceno) \| |
| Arbitro:                                    | Morganti (Ascoli Piceno) |       |          |                                                           |

| Alessandria 20 novembre 1977 11ª giornata | Alessandria        | 0 – 0 | Pro Patria | Stadio Giuseppe Moccagatta\| Arbitro: \| Faccenda (Salerno) \| |
| Arbitro:                                  | Faccenda (Salerno) |       |            |                                                                |

| Busto Arsizio 27 novembre 1977 12ª giornata | Pro Patria        | 0 – 0 | Trento | Stadio Comunale\| Arbitro: \| Pirandola (Lecce) \| |
| Arbitro:                                    | Pirandola (Lecce) |       |        |                                                    |

| Arbitro: | Rufo (Roma) |

|              |           |  |
| Angeloni 68’ | Marcatori |  |

| Arbitro: | Castaldi (Vasto) |

|  |           |              |
|  | Marcatori | 11’ Ulivieri |

| Lecco 18 dicembre 1977 15ª giornata | Lecco             | 0 – 0 | Pro Patria | Stadio Mario Rigamonti\| Arbitro: \| Savalli (Trapani) \| |
| Arbitro:                            | Savalli (Trapani) |       |            |                                                           |

| Arbitro: | Adamu (Cagliari) |

|                |           |                |
| Mazzarella 53’ | Marcatori | 29’ Domenicali |

| Sant'Angelo Lodigiano 8 gennaio 1978 17ª giornata | Sant'Angelo Lodigiano | 0 – 0 | Pro Patria | Stadio Carlo Chiesa\| Arbitro: \| Corigliano (Crotone) \| |
| Arbitro:                                          | Corigliano (Crotone)  |       |            |                                                           |

| Busto Arsizio 15 gennaio 1978 18ª giornata | Pro Patria                | 0 – 0 | Bolzano | Stadio Comunale\| Arbitro: \| Pezzella (Frattamaggiore) \| |
| Arbitro:                                   | Pezzella (Frattamaggiore) |       |         |                                                            |

| Arbitro: | Pirandola (Lecce) |

|                                                   |           |                      |
| Scandroglio 25’ Musiello 31’ Balocco 58’ Rota 85’ | Marcatori | 47’ (rig.) Navarrini |

#### Girone di ritorno
| Arbitro: | Zumbo (Reggio Calabria) |

|            |           |              |
| Lovato 84’ | Marcatori | 31’ Pellerei |

| Seregno 5 febbraio 1978 21ª giornata | Seregno            | 0 – 0 | Pro Patria | Stadio Ferruccio\| Arbitro: \| Faccenda (Salerno) \| |
| Arbitro:                             | Faccenda (Salerno) |       |            |                                                      |

| Arbitro: | Lombardo (Marsala) |

|                          |           |  |
| Vallacchi 37’ Foglia 55’ | Marcatori |  |

| Arbitro: | Morganti (Ascoli Piceno) |

|            |           |  |
| Tormen 76’ | Marcatori |  |

| Busto Arsizio 26 febbraio 1978 24ª giornata | Pro Patria      | 0 – 0 | Padova | Stadio Comunale\| Arbitro: \| Zuffi (Ravenna) \| |
| Arbitro:                                    | Zuffi (Ravenna) |       |        |                                                  |

| Mantova 5 marzo 25ª giornata | Mantova          | 0 – 0 | Pro Patria | Stadio Danilo Martelli\| Arbitro: \| Adamu (Cagliari) \| |
| Arbitro:                     | Adamu (Cagliari) |       |            |                                                          |

| Arbitro: | Cerquoni (Macerata) |

|           |           |  |
| Lovato 5’ | Marcatori |  |

| Arbitro: | Pezzella (Frattamaggiore) |

|                        |           |  |
| Franca 28’ Andreis 57’ | Marcatori |  |

| Arbitro: | Garzi (Palermo) |

|              |           |  |
| Aliverti 83’ | Marcatori |  |

| Arbitro: | Castaldi (Vasto) |

|  |           |                          |
|  | Marcatori | 58’ Foglia 66’ Ardemagni |

| Arbitro: | Armienti (Bologna) |

|  |           |             |
|  | Marcatori | 84’ Chiogna |

| Arbitro: | Vago (Chiavari) |

|           |           |  |
| Telch 80’ | Marcatori |  |

| Arbitro: | Madonna (Torre del Greco) |

|           |           |              |
| Tomba 10’ | Marcatori | 66’ Angeloni |

| Arbitro: | Vallesi (Pisa) |

|                |           |  |
| Pellegrini 34’ | Marcatori |  |

| Arbitro: | Baldi (Roma) |

|  |           |              |
|  | Marcatori | 67’ Ciapponi |

| Arbitro: | Paradisi (Pesaro) |

|                             |           |                          |
| Cappellazzo 5’ Corbetta 83’ | Marcatori | 13’ Anzani 66’ Ardemagni |

| Arbitro: | Gazzari (Macerata) |

|           |           |           |
| Tomba 29’ | Marcatori | 42’ Lolla |

| Arbitro: | Pampana (Pisa) |

|                           |           |  |
| Rossi 8’, 42’ Venturi 49’ | Marcatori |  |

| Arbitro: | Materassi (Firenze) |

|  |           |                          |
|  | Marcatori | 42’ Scandroglio 66’ Roda |

### Coppa Italia Semipro

#### Quinto girone
| Arbitro: | Bianciardi (Siena) |

|                         |           |                      |
| Fornara 55’ (rig.), 90’ | Marcatori | 19’, 50’ Pietropaolo |

| Arbitro: | Suzzi (Monfalcone) |

|            |           |            |
| Giglio 68’ | Marcatori | 35’ Foglia |

| Arbitro: | Colasanti (Roma) |

|                                   |           |  |
| Foglia 36’ (rig.) Pietropaolo 60’ | Marcatori |  |

| Arbitro: | Stillacci (Torino) |

|           |           |                    |
| Frara 85’ | Marcatori | 56’ (rig.) Fornara |

#### Sedicesimi di finale
| Busto Arsizio 26 ottobre 1977 Andata | Pro Patria        | 0 – 0 | Novara | Stadio Comunale\| Arbitro: \| Sancini (Bologna) \| |
| Arbitro:                             | Sancini (Bologna) |       |        |                                                    |

| Arbitro: | Foschi (Forlì) |

|                             |           |                        |
| Jacomuzzi 50’, 95’ Vriz 69’ | Marcatori | 84’ (rig.), 87’ Foglia |